# Brian McKnight
Pour les articles homonymes, voir McKnight.
Brian McKnight (né le 5 juin 1969 à Buffalo, New York) est un chanteur, parolier, producteur de pop et de R&B américain. Il joue également du piano, de la guitare, et de la guitare basse.

## Biographie
Sa carrière musicale est influencée par son enfance pendant laquelle il est membre d’un chœur religieux et d’un groupe à l’école. Encouragé par le groupe de son frère ainé Claude Take 6, il envoie une maquette et signe son premier contrat à l’âge de 19 ans avec Mercury avec qui il publiera trois albums. Le premier d’entre eux, Brian McKnight sort en 1992.
L'album Anytime, sorti en 1997, le fait connaître du grand public avec notamment un tube de Diane Warren "Show Me The Way Back To Your Heart). La même année, il interprète l'hymne national au All Star Game de Basket, une prestation mémorable, sous les yeux de Michael Jordan, visiblement ému.
En 1999, il passe chez Motown et continue sa carrière. Son album Back at One sorti la même année et sur lequel il collabore avec Mase, Sean “Puffy” Combs, Mary J. Blige, Vanessa Williams, For Real, Mariah Carey, Regine Velasquez, Boyz II Men, Christina Aguilera et Quincy Jones, est vendu à plus de trois millions d’unités.
En 2001, il participe à l'album hommage à Phil Collins, Urban Renewal.
McKnight est divorcé et a six enfants : quatre fils (Brian Jr., Cole Nikolas, Clyde Lee et Evan) et deux filles (Brianna et Braylinn). Il vit à  Los Angeles, en Californie.
Brian apparait dans l'un des épisodes de Ma famille d'abord (épisode 29 saison 2). Il apparait également dans un épisode de Beverly Hills 90210 (épisode 15 saison 8), en y interprétant sa chanson titre Anytime.
En 2017 il apparait dans le film Naked avec Marlon Wayans.

## Discographie

### Albums studio
- 1992 - Brian McKnight
- 1995 - I Remember You
- 1997 - Anytime
- 1998 - Bethlehem (album de Noël)
- 1999 - Back at One
- 2001 - Superhero
- 2003 - U Turn
- 2005 - Gemini
- 2006 - Ten
- 2009 - Evolution of a Man

### Compilations
- 2002 - 1989-2002 from There to Here
- 2014 - Greatest Hits

### Participations
- Josh Groban: Album "Noël" - 2007 - Duo sur "Angel We Have Heard On High"
- Josh Groban: Album "Hitman David Foster & Friends" - 2008 - Duo sur "Bridge Over Troubled Water"